# Narses (Heermeister)
Narses († 605 in Konstantinopel) war ein oströmischer Heermeister (magister militum). Er ist zu unterscheiden von dem älteren Eunuchen Narses, der unter Justinian I. gegen die Ostgoten kämpfte, und mit dem er (soweit bekannt) auch nicht verwandt war.

## Leben

### Heerführer im Osten des Reiches,magister militum per Orientem(ab 591)
Narses kämpfte unter Kaiser Maurikios in dem 572 erneut ausgebrochenen Römisch-Persischen Krieg offensichtlich erfolgreich gegen die persischen Sassaniden. Im Frühjahr 591 führte er dann als magister militum per Orientem ein römisches Heer durch Armenien nach Atropatene, um König Chosrau II., der 590 gestürzt worden war, wieder auf den persischen Thron zu verhelfen und den Usurpator Bahram Tschobin zu beseitigen. Im Sommer 591 schlug er zusammen mit Johannes Mystakon Bahram Tschobin beim Fluss Blarathon (bzw. Blarathos) und brachte so den vor fast 20 Jahren von Justin II. provozierten Krieg zu einem für Ostrom günstigen Abschluss, da Chosrau II. anschließend mit dem Kaiser einen für die Römer vorteilhaften Frieden schloss.
Als Maurikios sich 591 gegen die Awaren und Slawen wandte und hierfür große Teile des Heeres auf den Balkan verlegte (siehe hierzu Balkanfeldzüge des Maurikios), verblieb Narses mit einem Teil des Heeres im Osten und sicherte die römische Herrschaft in den 591 gewonnenen Gebieten.

### Rebellion gegen Phokas (603–605)
Als Chosrau II. den Römern 603 nach dem Sturz seines Gönners Maurikios den Krieg erklärte, rebellierte Narses gegen den neuen Kaiser Phokas, verständigte sich mit den Sassaniden und verschanzte sich in Edessa, das er dank eines persischen Entsatzangriffes gegen eine von Phokas ausgesandte Strafexpedition halten konnte. Hierbei beseitigte er Severus, den Bischof von Edessa, der wohl mit Phokas sympathisierte. Narses und Chosrau II. gaben vor, im Namen des rechtmäßigen Thronfolgers Theodosius zu handeln, der sich zu ihnen geflüchtet habe. Schließlich fiel die Stadt dennoch, als eine zweite kaiserliche Armee einen Belagerungsring errichtete. Narses konnte aber nach Hierapolis entkommen. Als Phokas zum Schein Verhandlungen anbot, begab sich Narses nach Konstantinopel, wo er 605 als Verräter hingerichtet wurde. Seine Nachfolge als Heermeister im Osten trat Domentiolos an.
Narses wird in den Quellen als ein ausgezeichneter General beschrieben, der den Persern Furcht und Schrecken eingejagt habe.